# Sällskapet för fred och vänskap mellan Finland och Sovjetunionen
Sällskapet för fred och vänskap mellan Finland och Sovjetunionen (finska: Suomen-Neuvostoliiton rauhan ja ystävyyden seura, SNS), var en kortlivad förening i Finland.
Sällskapet grundades efter vinterkrigets slut 1940 i Helsingfors av vänstersocialisten Mauri Ryömä. Syftet var stärka de fredliga och vänskapliga relationerna mellan Finland och Sovjetunionen samt att främja av det ekonomiska och kulturella utbytet mellan de båda länderna. 
Sällskapet inrättade 115 lokalavdelningar, som totalt samlade närmare 40 000 medlemmar. Myndigheterna hade från början en negativ inställning till sällskapet, vilken uppfattades som en femte kolonn, och denna förstärktes ytterligare av dess klart uttalade godkännande av Sovjetunionens annektering av Estland, Lettland och Litauen sommaren 1940. I samma riktning verkade kravaller mellan polis och folkmassor bland annat i Hagnäs och Åbo, i vilka man, uppenbarligen utan skäl, påstod att sällskapet haft delaktighet. I den dåvarande politiska situationen fördömdes sällskapets verksamhet även av pressen och den allmänna opinionen. Utvecklingen ledde slutligen till att ledningen fängslades och sällskapet upplöstes genom beslut av Helsingfors rådstuvurätt i december 1940.